# Wertheimer & Frère
Wertheimer et Frère es una operación de cría de pura sangre inglés y cuadra de carreras propiedad de los hermanos franceses Alain and Gérard Wertheimer, nietos del fundador de Chanel.

## Historia
Los hermanos Wertheimer son los dueños de la casa francesa de moda Chanel en París. Además, Alain es su presidente y Gérard es director de relojería de la casa. Heredaron la casa de moda y la operación de cría y carreras de su padre Jacques, que a su vez heredó la cuadra de carreras de sus padres Pierre y Germaine Wertheimer.
Los hermanos operan como La Presle Farm y Wertheimer Farm en Estados Unidos y como Wertheimer et Frère en Francia, donde son unos importantes propietarios y criadores de caballos de carreras, ganadores de las más importantes carreras del mundo.
Alec Head entrenó los caballos de la familia en Europa hasta su jubilación en 1984, pero durante numerosos años continuó como agente y consejero de los hermanos. La hija de Head Christiane "Criquette" Head-Maarek comenzó a entrenar para ellos en 1983 y obtuvo grandes éxitos y logros con sus colores hasta que en 2006 dejó de entrenar sus caballos.
En Estados Unidos, los hermanos Wertheimer han ganado la Breeders' Cup Turf en 1993 con el galardonado American Horse of the Year Kotashaan. En 2003, ganaron la Breeders' Cup Juvenile Fillies con Halfbridled. Ambos caballos fueron entrenados por Richard Mandella.
En 2008, 2009, and 2010, su yegua Goldikova ganó la Breeders' Cup Mile, convirtiéndose en el único caballo de la historia en ganar tres carreras de la Breeders' Cup. En 2011, Goldikova corrió por cuarto año consecutivo, acabando en tercera posición. Goldikova fue entrenada por Freddy Head, hermano de Criquette Head y, a su vez, hijo de Alec Head.

## La cuadra de carreras

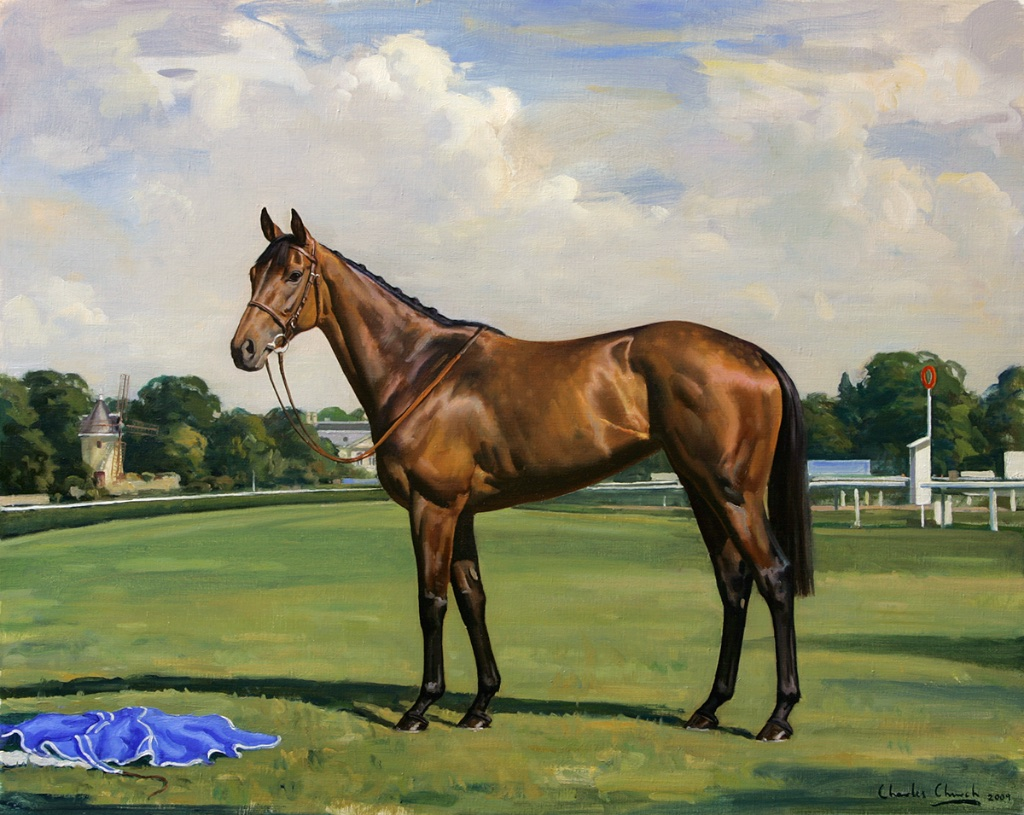
Pintura de Goldikova por Charles Church

La cuadra fue fundada por Pierre Wertheimer, hombre de negocios y dueño de Chanel en la década de 1920. Aunque en 1922 ya había ganado el Grand Criterium con Épinard, fue en la década de los años 50 cuando la chaquetilla -azul con costuras, mangas y gorra blancas– comenzó a destacar, tras confiar sus caballos en 1949 a un joven Alec Head, un entrenador de tan solo 24 años. Posteriormente, los hijos de Alec Head, Freddy Head y Christiane Head-Maarek tomarían su relevo. Tras la muerte de Pierre Wertheimer en 1965, su mujer, Germaine Wertheimer y su hijo Jacques Wertheimer dirigieron la cuadra. Y a la muerte de este último, serían sus dos hijos Gérard y Alain Wertheimer, quienes tomarían la dirección de la cuadra, rebautizada desde entonces como Wertheimer et Frère. 
La cuadra de carreras también se dedica a la cría, en el Haras de St-Léonard, en Normandía. Crían caballos de forma exitosa, ya que los hermanos Wertheimer terminan cada año en los primeros puestos de la Estadística de Criadores de Francia. El primer jockey de la cuadra es Maxime Guyon  y, en 2023, los efectivos de la cuadra se reparten, en Francia, entre, 6 entrenadores, Yann Barberot, André Fabre, Christophe Ferland, el nieto del primer entrenador de la cuadra Christopher Head, el español Carlos Laffón-Parias y Édouard Monfort. En agosto de 2023, los hermanos Wertheimer compraron todos los caballos de Dayton Investments, una de las sociedades de los descendientes de Daniel Wildenstein.
Entre los mejores caballos que han portado la chaquetilla Wertheimer, se encuentran los campeones y grandes sementales Riverman y Lyphard, el castrado Solow o la incomparable Goldikova.

## Principales victorias
Francia
- Prix de l'Arc de Triomphe – 3 – Ivanjica (1976), Gold River (1981), Solémia (2012)
- Prix du Jockey Club – 3 – Roi Lear (1973), Val de l'Orne (1975), Intello (2013)
- Prix de Diane – 2 – Reine de Saba (1978), Egytband (2000)
- Poule d'Essai des Poulains – 5 – Riverman (1972), Green Dancer (1975), Red Lord (1976), Green Tune (1994), Falco (2008)
- Poule d'Essai des Pouliches – 2 – Ivanjica (1975), Dancing Maid (1978)
- Prix de la Forêt – 7 – Épinard (1922), Midget (1956), Démocratie (1969), Lyphard (1972), Occupandiste (1997), Goldikova (2010), Kelina (2023)
- Prix d'Ispahan – 6 – Riverman (1972), Carwhite (1978), Green Tune (1995), Goldikova (2010, 2011), Solow  (2015)
- Prix Saint-Alary – 6 – Lalika (1970), Reine de Saba (1978), Rivière d'Or (1988), Fidélité (2003), Silasol (2013), Queen's Jewel (2015)
- Prix Rothschild – 4 – Goldikova (2008, 2009, 2010, 2011)
- Prix Marcel Boussac – 4 – Gold Splash (1992), Juvenia (1998), Silasol (2012), Indonésienne (2013)
- Prix Vermeille – 4 – Ivanjica (1975), Dancing Maid (1978), Galikova (2011), Left Hand (2016)
- Prix Royal-Oak – 4 – Bourbon (1971), Gold River (1980), Agent Double (1984), Double Major (2023)
- Critérium de Saint-Cloud – 3 – Poliglote (1994), Special Quest (1997), Goldamix (1999)
- Prix Jean-Luc Lagardère – 3 – Épinard (1922), Satingo (1972), Okawango (2000)
- Prix Jacques Le Marois – 2 – Lyphard (1972), Goldikova (2009)
- Grand Prix de Saint-Cloud – 2 – Gay Mécène (1979), Plumania (2010)
- Prix Maurice de Gheest – 2 – Occupandiste (1997), Polydream (2018)
- Prix Lupin – 1 – Green Dancer (1975)
- Prix Morny – 1 – Princesse Lida (1979)
- Prix de la Salamandre – 1 – Princesse Lida (1979)
- Prix du Cadran – 1 – Gold River (1981)
- Prix de l'Abbaye de Longchamp – 1 – Kistena (1996)
- Prix du Moulin de Longchamp – 1 – Goldikova (2008)

 Reino Unido
- Derby de Epsom – 1 – Lavandin (1956)
- 1000 Guineas – 1 – Mesa (1935)
- Coronation Stakes – 2 – Midget (1956), Gold Splash (1993)
- Cheveley Park Stakes – 2 – Midget (1955), Pas de Réponse (1996)
- Queen Anne Stakes – 2 – Goldikova (2010), Solow (2015)
- King George VI & Queen Elizabeth II Stakes – 1 – Vimy (1955)
- Falmouth Stakes – 1 – Goldikova (2009)
- Queen Elizabeth II Stakes – 1 – Solow (2015)
- Sussex Stakes – 1 – Solow (2015)

 Estados Unidos
- Breeders' Cup Mile – 3 – Goldikova (2008, 2009, 2010)
- Breeders' Cup Juvenile Fillies – 1 – Halfbridled (2003)
- Jockey Club Gold Cup – 1 – Happy Saver (2020)
- Breeders' Cup Turf  – 1 – Kotashaan (1993)

 Italia
- Gran Premio del Jockey Club – 1 – Antheus (1986)

 Emiratos Árabes Unidos
- Dubai Turf – 1 – Solow (2015)